# École du ciel
Mobile Suit Gundam : École du ciel (機動戦士ガンダム エコール·デュ·シエル, Kidou Senshi Gandamu Ekoorude Shieru) est un manga de Haruhiko Mikimoto appartenant à la franchise Gundam. Il est prépublié depuis 2001 dans le magazine Gundam Ace et a été compilé en douze volumes en mars 2011. La version française est publiée par Pika Édition.
Le titre s'écrit en alphabet latin École du ciel, même sur les éditions japonaises ou américaines — d'un point de vue interne à l'univers, l'école a un nom en français parce qu'elle se trouve à Montréal.
Il existe également un light novel intitulé La Fille dans le ciel en deux tomes,.

## Histoire
Il conte l'histoire d'Asuna Elmarit, jeune fille venue de l'ancienne colonie Zeon pour intégrer (contre son gré) l'académie militaire formant les futurs pilotes de Gundam à Montréal, en l'an U.C. 0085. 
Les exactions commises par la colonie Zeon pendant la meurtrière guerre d'un an, restent dans toutes les mémoires. Aussi la présence de la jeune fille est ressentie comme une véritable provocation. 
Curieusement, bien que native des colonies spatiales, Asuna s'avère une élève médiocre, à tel point que certains de ses camarades la surnomment aimablement « petite nullarde ».
Cependant, à force de ténacité et de gentillesse, elle parvient à se faire des amis : Shin Barka, un des meilleurs éléments de la base, Emilu Voigtlanger, qui après un accueil glacial se révèle être sa meilleure amie et enfin la mystérieuse Elisia Nocton. 
Cette dernière, fille d'un important industriel de l'armement militaire terrien, est également la meilleure élève de l'école... D'un abord aimable, elle s'intéresse de près à Asuna lorsqu'elle s'aperçoit que cette dernière a réussi à la viser avec son arme lors d'un entraînement... Une erreur qu'elle ne se pardonne pas.
Soutenue par ces camarades, Asuna développe ses talents. Bloquée par son désir de ne pas se battre, elle finit par se révéler douée d'un potentiel important... Serait-elle un de ces légendaires pilotes Newtype, recherché avec acharnement par l'armée pour préparer le futur conflit qui s'annonce ?

## Liste des volumes
| no | Japonais         | Japonais          | Français          | Français          |
| no | Date de sortie   | ISBN              | Date de sortie    | ISBN              |
| -- | ---------------- | ----------------- | ----------------- | ----------------- |
| 1  | 26 novembre 2002 | 4-04-713520-8     | 15 mars 2005      | 978-2-84599-417-1 |
| 2  | 29 juillet 2003  | 4-04-713564-X     | 17 mai 2005       | 978-2-84599-441-6 |
| 3  | 24 mars 2004     | 4-04-713612-3     | 13 septembre 2005 | 978-2-84599-468-3 |
| 4  | 23 juillet 2004  | 4-04-713641-7     | 15 novembre 2005  | 978-2-84599-499-7 |
| 5  | 21 décembre 2004 | 4-04-713687-5     | 15 février 2006   | 978-2-84599-525-3 |
| 6  | 24 mai 2005      | 4-04-713723-5     | 18 mai 2006       | 978-2-84599-603-8 |
| 7  | 21 octobre 2005  | 4-04-713752-9     | 17 janvier 2007   | 978-2-84599-645-8 |
| 8  | 23 mars 2006     | 4-04-713802-9     | 21 mars 2007      | 978-2-84599-682-3 |
| 9  | 24 octobre 2006  | 4-04-713854-1     | 11 juillet 2007   | 978-2-84599-727-1 |
| 10 | 23 août 2007     | 978-4-04-713936-7 | 23 avril 2008     | 978-2-84599-888-9 |
| 11 | 24 juin 2008     | 978-4-04-715076-8 | 2 juillet 2014    | 978-2-8116-1503-1 |
| 12 | 24 mars 2011     | 978-4-04-715666-1 | 27 juin 2017      | 978-2-8116-1893-3 |